# Kim Kalicki
Kim Kalicki, född 27 juni 1997 i Wiesbaden, är en tysk bobåkare.

## Karriär
Vid EM 2025 i Lillehammer tog Kalicki silver tillsammans med Leonie Fiebig i tvåmannabob.